# أيت يحي
أيت يحي إحدى بلديات دائرة عين الحمام التابعة لولاية تيزي وزو.

## أعلام
- علي يحيى عبد النور

## مواضيع ذات صلة
- بلديات ولاية تيزي وزو
- دوائر ولاية تيزي وزو